# I Can't Explain
«I Can't Explain» —en español: «No Puedo Explicarlo»— una canción de la banda inglesa de rock The Who, escrita por Pete Townshend, y producida por Shel Talmy. La canción fue editada como sencillo por la compañía discográfica Brunswick Records en diciembre de 1964 en los Estados Unidos y el 15 de enero de 1965 en el Reino Unido.

## Lanzamiento
"I Can't Explain" fue publicada como lado A después del lanzamiento del sencillo debut de la banda, "I'm the Face"/"Zoot Suit". La canción también apareció en el álbum recopilatorio Meaty Beaty Big and Bouncy. El intro de la canción es muy parecido al de "Louie Louie". En las notas del álbum dice que Townshend también se inspiró en el sencillo "All Day and All of the Night" de The Kinks: "No se puede hacer algo mejor si es una copia directa de The Kinks. Hay poco que decir acerca de cómo escribí esto. Salió de la parte superior de mi cabeza cuando tenía 18 años y medio". En una edición de 1994 de la revista Q, Roger Daltrey hizo hincapié de los comentarios de Townshend sobre la influencia de The Kinks en la escritura de la canción: 

Ya sabíamos que Pete (Townshend) podría escribir canciones, pero nunca me pareció una necesidad tener que usarlas en esos días ya que había mucha música sin explotar que podría ser demostrada en América. Pero entonces, bandas como The Kinks empezaron a hacerlo, y fueron probablemente la mayor influencia sobre nosotros - fueron sin duda una gran influencia en Pete al escribir "I Can't Explain, no como una copia directa, pero sin duda es muy derivada de la música de The Kinks.

En mayo de 1974 en una entrevista con la revista Creem, Jimmy Page afirmó haber tocado la guitarra rítmica en la canción como guitarrista de sesión, que fue confirmado por Pete Townshend y el productor Shel Talmy.
The Who  ha utilizado la canción en casi todas sus presentaciones en vivo, a menudo como canción de apertura.

## Recepción de la crítica
La canción fue colocada en la posición n.º 9 en la lista de las "200 mejores canciones de la década de 1960" por Pitchfork Media, n.º 59 en la lista de los "cien mejores sencillos de de todos los tiempos" por la Spin, y n.º 371 en la lista de las 500 mejores canciones de todos los tiempos por Rolling Stone.

## Versión de Scorpions
«I Can't Explain» —en algunos álbumes recopilatorios titulado como «Can't Explain»— es la versión que realizó la banda alemana de hard rock y heavy metal Scorpions, grabada en 1989 para el álbum caritativo Stairway to Heaven/Highway to Hell, editado para ayudar a la fundación Make a Difference y entregar un mensaje contra el abuso de drogas y alcohol. El 3 de julio del mismo los sellos Harvest/EMI en Europa y Mercury Records en los Estados Unidos lo publicaron como el primer sencillo del álbum recopilatorio Best of Rockers 'n' Ballads (1989). Para promocionarlo, se grabó un videoclip en tonos blanco y negro en una presentación de la banda, con la dirección de Wayne Isham para la productora The Company.
Por su parte, Scorpions la incluyó en la lista de canciones interpretadas en la gira de conciertos Crazy World Tour (1990-1991), la versión tocada en Berlín se grabó para el álbum en video, Crazy World Tour Live...Berlín 1991.

### Posicionamiento en listas musicales
| País           | Lista (1989-1990)       | Posición |
| -------------- | ----------------------- | -------- |
| Estados Unidos | Mainstream Rock Tracks  | 5        |
| Finlandia      | Suomen virallinen lista | 16       |

| País           | Lista (1990)           | Posición |
| -------------- | ---------------------- | -------- |
| Estados Unidos | Mainstream Rock Tracks | 19       |

## Lista de canciones
| N.º | Título          | Escritor(es)    | Duración |  |
| 1.  | «Can't Explain» | Townshend       | 3:22     |  |
| 2.  | «Lovedrive»     | Schenker, Meine | 4:51     |  |